# GPT-5
Chronologie des versions
GPT-4.1 (en)
GPT-5 (acronyme de Generative Pre-trained Transformer 5) est un modèle d'intelligence artificielle développé par la société OpenAI et sorti le 7 août 2025, incluant un modèle rapide et à haut débit, un modèle de raisonnement plus approfondi et un routeur temps réel qui décide du modèle à utiliser en fonction du type de conversation, de sa complexité, des besoins en outils et de l'intention explicite. C'est le premier modèle d'IA « unifié » d'OpenAI (il combine les capacités de « raisonnement » de sa série de modèles o aux possibilités de réponses rapides de sa série GPT). C'est un pas de plus vers des systèmes d'IA agentiques (qui ressemblant plus à des agents intelligents qu'à des chatbots). GPT-5 peut générer des textes, du code informatique et des images, mais aussi des applications logicielles complètes. Il peut notamment naviguer dans le calendrier de l'utilisateur ou créer un résumé de recherche. L'utilisateur a le choix entre une meilleure réponse (plus approfondie, avec un certain délai d'attente), ou une réponse plus rapide et moins complète, et il dispose d'une « fenêtre de contexte » (zone d'écriture du prompt par l'utilisateur) plus grande, permettant de traiter des documents plus volumineux et/ou de suivre des échanges longs sans perte de cohérence.

## Histoire
Le 14 avril 2023, Sam Altman, PDG d'OpenAI, lors d'un événement au Massachusetts Institute of Technology (MIT) affirme que son entreprise ne prépare pas encore de version GPT-5, précisant qu'OpenAI « donnait la priorité au développement de GPT-4 (« nous ne publierons pas GPT-5 avant un certain temps ».
Le 18 juillet 2023, OpenAI a déposé une demande de marque « GPT-5 » aux États-Unis. Le 13 novembre 2023, Altman a confirmé au Financial Times que l'entreprise travaillait au développement de GPT-5,.
Selon The Information, « durant une grande partie du second semestre 2024, OpenAI a développé un modèle connu en interne sous le nom d'Orion, destiné à devenir GPT-5 (…) mais le projet Orion n'a pas permis de produire un modèle vraiment meilleur (l'entreprise l'a finalement publié sous le nom de GPT-4.5 en février de cette année) ».
Fin juillet 2025, OpenAI annonce prévoir lancer GPT-5 début août, une IA capable de « réfléchir en profondeur ou rapidement en fonction de la tâche ». 
Avant sa sortie officielle, le modèle GPT-5 a été testé de manière non officielle sur la plateforme LMArena sous le pseudonyme « Summit ». 
Le 6 août 2025, OpenAI a annoncé son événement en direct prévu pour le 7 août 2025. Dans son annonce, OpenAI a remplacé le « s » du mot « livestream » par un « 5 », indiquant son intention de dévoiler GPT-5 lors de l'événement,.

## Fonctionnalités
L'utilisateur dispose d'une fenêtre de contexte plus grande (élargie à 400 000 tokens) permettant de traiter des documents plus volumineux et/ou de suivre des échanges plus longs sans perte de cohérence ; il peut aussi choisir parmi 4 types de personnalité du chatbot (Cynique, Robot, Auditeur et Nerd) ; il peut demander à GPT-5 de générer des textes, du code informatique et des images, mais aussi de créer des applications logicielles complètes, de naviguer dans le calendrier de l'utilisateur ou de créer un résumé de recherche ; et l'utilisateur peut choisir entre une meilleure réponse (plus approfondie, avec un certain délai d'attente), ou forcer une réponse plus rapide. 
Pour Sam Altman, PDG d'OpenAI, GPT-5 est « nettement meilleur » que ses prédécesseurs, offrant des capacités « de niveau doctorat » pour un large éventail de tâches. 

Il a qualifié GPT-5 d'« étape significative vers l'IA générale » lors d'une conférence de presse le 6 août 2025.
Selon OpenAI, les améliorations par rapport aux modèles prédécesseurs de GPT-5 portent sur un temps de réponse plus rapide, de meilleures compétences en codage et en écriture, des réponses plus précises aux questions de santé et une nette réduction des hallucinations,,. GPT-5 serait aussi plus sûr que les modèles précédents d'OpenAI qui comme tous les grands modèles de raisonnement de l’IA se sont montrés capables de mentir ou de comploter contre les humains pour atteindre leurs propres objectifs, « OpenAI a constaté que GPT-5 était trompeur à un taux inférieur à celui des autres modèles. » ; GPT-5 générerait aussi des réponses sûres et de haut niveau aux requêtes potentiellement dangereuses, plutôt que de les refuser catégoriquement, ce qui permettrait à GPT-5 de refuser davantage de questions dangereuses, tout en réduisant le nombre de refus pour les utilisateurs recherchant des informations inoffensives, une approche qu'OpenAI appelle « complétions sûres ». De plus, GPT-5 a été entraîné à fournir des réponses plus critiques et « moins évasives » que ses modèles précédents,.
GPT-5 est gratuit pour tous les utilisateurs, mais les utilisateurs Plus bénéficient de limites d'utilisation plus élevées[19][24][Quoi ?], tandis que les utilisateurs Pro bénéficient d'un accès illimité à GPT-5 et d'un accès limité à GPT-5 Pro. Les limites horaires standard pour les utilisateurs de niveau inférieur restent applicables.
Avec l'introduction de GPT-5, le « Mode vocal avancé » de ChatGPT a été remplacé par « ChatGPT Voice », censé permettre des conversations plus naturelles. OpenAI a annoncé que « le Mode vocal standard sera supprimé le 9 septembre 2025, unifiant ainsi tous les utilisateurs de ChatGPT Voice ».

## Présentation de GPT-5
GPT-5 est un système qui comprend un modèle rapide et à haut débit, un modèle de raisonnement plus approfondi et un routeur temps réel qui décide du modèle à utiliser en fonction du type de conversation, de sa complexité, des besoins en outils et de l'intention explicite. La carte système définit deux modèles rapides et à haut débit : gpt-5-main et gpt-5-main-mini, ainsi que deux modèles de réflexion : gpt-5-thinking et gpt-5-thinking-mini. L'API permet aux développeurs d'accéder au modèle de réflexion, à sa version mini et à une version nano encore plus compacte et plus rapide (gpt-5-thinking-nano). Dans ChatGPT, il est également possible d'accéder à gpt-5-thinking grâce à un paramètre exploitant le calcul parallèle du temps de test, appelé gpt-5-thinking-pro.
Sam Altman avait précédemment critiqué le sélecteur de modèle manuel pour sa complexité excessive, suggérant un besoin d'unification.
La consommation énergétique exacte liée à l'utilisation de GPT-5 n'a pas été divulguée par OpenAI, mais pour une réponse de longueur moyenne, elle a été estimée à plus de 18 watts-heures.
GPT-5 se veut plus fiable et plus rapide, il produirait moins d'erreurs et d'« hallucinations ».

## Utilisation par les entreprises
Microsoft a annoncé préparer l'intégration de GPT-5 dans une grande variété de ses produits, dont Copilot. 
Selon 9to5Mac, Apple prévoit également d'intégrer le modèle à Apple Intelligence,. GPT-5 devrait être intégré dans iOS 26, le prochain logiciel de l'iPhone qui utilise actuellement GPT-4o. Les mises à jour sont attendues pour l'automne 2025. 
De nombreuses entreprises américaines auraient bénéficié d'un accès avancé à GPT-5. OpenAI a indiqué que la compagnie d'assurance maladie privée Oscar Health vérifie les demandes de ses assurés à l'aide de ce modèle. De plus, Uber utilise GPT-5 pour son système de support client, tandis que GitLab, Windsurf et Cursor l'utilisent pour le développement logiciel, et la banque espagnole BBVA utilise le modèle pour ses analyses financières. Parmi les autres entreprises répertoriées par OpenAI comme utilisant la version préliminaire de GPT-5 figurent Amgen, Lowe's et Notion.

## Réception critique
Grace Huckins a soutenu dans la MIT Technology Review que « si o1 constituait une avancée technologique majeure, GPT-5 est, avant tout, un produit raffiné ». Elle a déclaré que « GPT-5 offrira une expérience utilisateur plus agréable et plus fluide. Ce n'est pas rien, mais c'est loin de l'avenir transformateur de l'IA qu'Altman a vanté pendant une grande partie de l'année écoulée ». En réponse à l'affirmation de Sam Altman selon laquelle GPT-5 constitue « une étape importante sur la voie de l'AGI », elle a noté : « Il a peut-être raison, mais si c'est le cas, ce n'est qu'un tout petit pas »
OpenAI a sorti GPT-5 le 7 août 2025 et l'a rendu disponible pour l'ensemble des utilisateurs de ChatGPT, y compris ceux utilisant la version gratuite.
Dans The Information, Stephanie Palazzolo a salué les capacités de génération de code de GPT-5.
Selon Matteo Wong dans The Atlantic, GPT-5 « est intuitif, rapide et efficace ; s'adapte aux préférences et aux intentions humaines ; et est facile à personnaliser ». Il a déclaré : « À ce stade de l'essor de l'IA, alors que chaque chatbot majeur est légitimement utile à de nombreux égards, les benchmarks, la science et la rigueur semblent presque insignifiants. Ce qui compte, c'est l'expérience utilisateur du chatbot […] ».
Pour John Herrman, du New York magazine : « Les utilisateurs occasionnels qui découvrent GPT-5 via ChatGPT n'auront probablement pas l'impression d'utiliser un produit complètement différent […], tandis que ceux qui l'utilisent pour le développement logiciel ou en entreprise sont plus susceptibles de remarquer un changement majeur ».
Christian de Looper, de Mashable, a constaté que « la fonctionnalité la plus intéressante de GPT-5 est de loin sa capacité à créer des applications personnalisées et interactives basées sur des invites simples en langage naturel. C'est le rêve de tout développeur de vibes devenu réalité ».

## Avis des utilisateurs
À son premier jour, le nouveau système de routeur de GPT-5 (qui change automatiquement de modèle en fonction de la tâche) a été critiqué pour ses réponses de qualité inégale, de nombreux utilisateurs signalant que GPT-5 était parfois moins performant que GPT-4o. 
Le lendemain, Sam Altman a réagi en déclarant : « GPT-5 semblera plus intelligent dès aujourd'hui » car « Hier, le commutateur automatique est tombé en panne et a été hors service pendant une bonne partie de la journée, ce qui a rendu GPT-5 très stupide ».
D'autres ont regretté qu'avec la sortie de GPT-5, les anciens modèles GPT ne sont plus disponibles via ChatGPT, sauf pour les utilisateurs Pro. Certains utilisateurs ont été particulièrement frustrés par cette suppression sans préavis, car ils utilisaient différents modèles GPT à des fins distinctes et trouvaient que le système de routeur en temps réel leur laissait moins de contrôle[42]. En réponse, dans un message sur X, Sam Altman a déclaré qu'OpenAI rétablirait également la possibilité de sélectionner GPT-4o pour les utilisateurs Plus, et que « [OpenAI] surveillera l'utilisation de GPT-4o pour déterminer la durée pendant laquelle nous proposerons les anciens modèles »,.
Certains utilisateurs ont trouvé que le ton de GPT-4o était plus chaleureux et personnalisé que celui de GPT-5 décrit par eux comme « plat », « manquant de créativité », « lobotomisé » et ressemblant à une « secrétaire surmenée ». Sam Altman a répondu à cela sur X : « Nous avons certainement sous-estimé l'importance que certaines fonctionnalités appréciées de GPT-4o revêtent pour eux, même si GPT-5 est plus performant à bien des égards ». « À long terme, cela a renforcé la nécessité de mettre en place des solutions de personnalisation efficaces pour les différents utilisateurs (nous comprenons qu'il n'existe pas de modèle unique, et nous avons investi dans la recherche sur la maniabilité et lancé une préversion de recherche) de personnalités différentes).
Sam Altman a été critiqué pour avoir exagéré les capacités du GPT-5, et avoir placé les attentes trop haut, après avoir comparé la création du GPT-5 au Projet Manhattan, avoir déclaré que le modèle lui avait donné le sentiment d'être devenu inutile, et avoir publié une image non commentée de l'Étoile de la Mort sur X la veille de la présentation du GPT-5.